# Paul De Grauwe
Paul De Grauwe, né le 18 juillet 1946 à Uccle, est un économiste et homme politique belge.

## Biographie
Né dans la commune aisée d'Uccle en Région bruxelloise, il est professeur à la London School of Economics et professeur émérite à la Katholieke Universiteit Leuven. Il est aussi un ancien sénateur belge, membre du parti libéral flamand OpenVLD.
Après avoir étudié au Collège Saint-Jean-Berchmans de Bruxelles, il obtient une licence en sciences économiques (Katholieke Universiteit Leuven ). Il est titulaire d'un doctorat en économie (Johns Hopkins University) et est aussi docteur honoris causa (Université de Saint-Gall);
Il fut économiste au Fonds monétaire international de 1973 à 1974.

## Fonctions politiques
- 1991-1995 : sénateur coopté
- 1995-1999 : membre de la Chambre des représentants
- 1999-2003 : sénateur élu direct

## Sélection de publications
- "Economics of Monetary Union" (Ed.), Oxford: Oxford University Press, 2012.
- "Animal spirits and monetary policy", Economic Theory, vol. 47, no. 2, 2011, p. 423 – 442.
- "The Return of Keynes", International Finance, vol. 13, no. 1, 2010, p. 157 – 163.
- "The Fragility of the Eurozone’s Institutions", Open Economies Review, vol. 21, no. 1, 2010, p. 167 – 174.
- "What have we learnt about monetary integration since the Maastricht Treaty?", Journal of Common Market Studies, vol. 44, no. 4, 2006, p. 711 – 730.
- "Prospects for monetary unions after the Euro", Cambridge, MA: The MIT Press, 2005.

Avec d'autres
- De Grauwe, P, & Ji, Y. (2013). "Panic-driven austerity in the Eurozone and its implications", Vox EU, Paper on voxeu.org, 21 February 2013.
- De Grauwe, P., & Kaltwasser, P. R. (2012). "The Exchange Rate in Behavioral Framework". In James, J., Marsh, I., & Sarno, L. (Eds.) The Handbook of Exchange Rates, Wiley.
- Altavilla C., & De Grauwe, P. (2010). "Non-Linearities in the Relation Between the Exchange Rate and the Fundamentals", International Research Journal of Finance and Economics, vol. 15, p. 1 – 21.
- De Grauwe, P., Moesen, W. (2009). "Gains for all: a proposal for a common euro bond", Intereconomics, vol. 33, no. 3, p. 132 – 141.
- De Grauwe, P., & Senegas, M. (2006). "Monetary policy design and transmission asymmetry in EMU: Does uncertainty matter?", European journal of political economy, vol. 22, no. 4, p. 787 – 808.
- De Grauwe, P., & Zhang, Z. (2006). "Introduction: Monetary and economic integration in the East Asian region", World economy, vol. 29, no. 12, p. 1643 – 1647.
- Aksoy, Y., De Grauwe, P., & Dewachter, H. (2002). "Do asymmetries matter for European monetary policy?", European Economic Review, vol. 46, no. 3, p. 443 – 469.